# Васа, Пашко
Пашко Васа (алб. Vaso Pashë Shkodrani; 30 июня 1825, Шкодер, Османская империя — 29 июня 1892, Бейрут) — албанский писатель

, поэт и публицист. Государственный деятель Османской империи. Революционер. Один из видных деятелей албанского национального возрождения конца XIX века.

## Биография
Албанец-католик. В 1842—1847 годах работал секретарём британского консульства в Шкодере. Выучил несколько иностранных языков: английский, итальянский, французский, турецкий, сербский и греческий. Позже в своей карьере также говорил по-арабски.
В 1847 году отправился в Италию, где принял участие в революционных событиях Весны народов в Болонье. Письма Васы, сохранившиеся с этого периода, выражают его республиканские и антиклерикальные взгляды. В мае 1849 года участвовал в антиавстрийском восстании в Венеции, сражался в битве при Маргере (Венеция). После подавления восстания, бежал в Анкону, откуда как османский подданный был выслан в Стамбул. Переживания во время Революции 1848—1849 годов в Италии описал в своём труде «La mia prigionia, Episodio storico dell’assedio di Venezia», опубликованном в Стамбуле в 1850 году на итальянском языке.
В Стамбуле, в начале жил в бедности и лишениях, позже получил должность в Министерстве иностранных дел, был на некоторое время направлен в посольство Османской империи в Лондон. Позже служил на различных руководящих постах Высокой Порты.
С 1863 года был секретарём и переводчиком Ахмеда Джевдета-паши. В 1879 года получил титул Паши.
В декабре 1877 года участвовал в создании Центрального комитета по защите албанских прав, ставшего основой будущей Призренской лиги, которая стала первой государственной институцией современной Албании.
Васа как член Комитета по защите албанских прав был назначен вместе с Сами Фрашери, Яни Врето и Хасаном Тахсини в группу по созданию албанского алфавита, который в марте 1879 года была утверждена как 36-буквенный алфавит Фрашери, состоящий в основном из латинских букв. Васа опубликовал 16-страничную брошюру «Применение латинского алфавита в албанском языке» («L’alphabet Latin appliqué à la langue albanaise», Константинополь, 1878).
С 1882 года до смерти указом султана Абдул-Хамида II был назначен руководителем мутасаррифата Горного Ливана.
Автор трактата «Правда об Албании и албанцах» (1879), романа «Барда Темаль, сцены из албанской жизни» (1890), патриотической поэмы «О, моя Албания!».

## Избранная библиография
- Rose e spine (1873)
- Études Sur L’Albanie Et Les Albanais (Константинополь, 1879)[6]
- Grammaire albanaise à l’usage de ceux qui désirent apprendre cette langue sans l’aide d’un maître, (Лондон, 1887)
- L’alphabet Latin appliqué à la langue albanaise, (Константинополь, 1878)
- Bosnie et Hercegovine pendant la mission de Djevdet Effendi, (Константинополь, 1865)
- La vérité sur l’Albanie et les Albanais, (Париж, 1879)
- Esquisse historique sur le Monténégro d’après les traditions de l’Albanie, (Константинополь, 1872)
- O moj Shqypni] (1880)
- Barda de Témal, (Париж, 1890)